# Saran (Francja)
Saran – miejscowość i gmina we Francji, w Regionie Centralnym, w departamencie Loiret.
Według danych na rok 1990 gminę zamieszkiwało 13 436 osób, a gęstość zaludnienia wynosiła 684 osoby/km² (wśród 1842 gmin Regionu Centralnego Saran plasuje się na 24. miejscu pod względem liczby ludności, natomiast pod względem powierzchni na miejscu 673.).